# Amanda Abbington
Amanda Abbington est une actrice britannique, née le 28 février 1974 en Angleterre. Elle est surtout connue pour son rôle de Mary Morstan dans la série britannique Sherlock.
Elle a partagé sa vie avec l'acteur anglais Martin Freeman (2000-2016), avec lequel elle a eu deux enfants, Joe (né en 2006) et Grace (née en 2008). Le couple s'est rencontré sur le tournage de Men Only, en 2000, et s'est depuis trouvé réuni à l'écran dans Sherlock, The Robinsons ou encore The All Together.
Depuis 2021, elle est la compagne de Jonathan Goodwin, escapologiste à la retraite à la suite d'un accident lors d'une répétition de l'émission America's Got Talent.

## Biographie
Amanda Abbington, naît le 28 février 1974 dans le nord de Londres. Elle se passionne pour la comédie dès son enfance et intègre rapidement le monde de la télévision britannique.
À la suite des encouragements d'un professeur d'art dramatique, Amanda Abbington suit une formation de trois ans à l'école de théâtre du Hertfordshire.
Dans sa vie privée, elle a deux enfants (nés en 2006 et 2008) issus de son ancienne relation avec Martin Freeman, son partenaire dans Sherlock, jusqu'en 2016,.

### Carrière

#### A la télévision
À partir de 1993, Amanda Abbington commence à se faire remarquer dans la série The Bill, jouant différents personnages. Elle poursuit sa carrière en obtenant des rôles réguliers dans des séries telles que Magic with Everything, Picking up the Pieces et Dream Team.
En 2005, elle se distingue dans la série humoristique Man Stroke Woman, gagnant ainsi en popularité auprès du public britannique. Sa carrière prend de l'ampleur avec des apparitions dans After You've Gone (en) en 2007 et Case Histories en 2011.
En 2013, sa carrière prend une autre tournure car elle obtient le rôle de Miss Mardle dans Mr Selfridge. Cette série remporte un grand succès critique tant en Angleterre qu'à l'international, et est très appréciée par le public.
En 2014, elle incarne Mary Morstan dans Sherlock. Cette prestation lui vaut une nomination aux Critic’s Choice Awards comme meilleure actrice dans une mini-série. elle quitte la série en 2017, à l'issue de la quatrième saison.
En 2015, Amanda Abbington joue le rôle de Jo Moffat dans la série policière Cuffs, qui explore la vie personnelle des policiers de première ligne à Brighton.
En 2018, elle est l'une des vedettes principales de la série Netflix Safe.
En 2021, elle commence à interpréter Dot dans le drame policier Wolfe.
En 2022, elle dirige le drame de casse Desperate Measures  avant de revenir à la comédie avec The Family Pile.
En 2023, elle se présente comme danseuse dans l'émission britannique Strictly Come Dancing avec pour partenaire le danseur professionnel Giovanni Pernice. Elle se retire prématurément de la compétition au bout de la cinquième semaine pour « des raisons personnelles »,,.

#### Sur scène
Amanda Abbington joue dans diverses productions du West End de Londres et dans des théâtres à travers le pays, y compris dans la pièce The Unfriend.

## Filmographie

### Cinéma
- 2007 : The All Together : Sarah
- 2010 : Swinging With The Finkels : une lesbienne
- 2011 : Ghosted : Tracy
- 2017 : La Maison biscornue (Crooked House) de Gilles Paquet-Brenner : Clemency Leonides
- 2018 : We the Kings de Lauren Mackenzie : Rosa
- 2019 : Sis Days of Sistine de Richard J. Perry : Angelina
- 2022 : The Lost King de Stephen Frears : Sheila Lock[6].

### Télévision

#### Téléfilms
- 2001 : Men Only : Trina
- 2003 : The Dept : Stecey Ross
- 2005 : Dérapage (Derailed) : Kerry Hodder
- 2005 : The Booze Cruise II: The Treasure Hunt : Leonie
- 2006 : The Booze Cruise III : Leonie
- 2013 : Joe Mistry : Katherine
- 2019 : The Queen and I de Dan Zeff : Anne du Royaume-Uni
- 2020 : Make Me Famous de Peter King : Amanda

#### Mini-séries
- 1997 : Plotland : Maude
- 2000 : The Thing About Vince : Lisa
- 2000 : The Sins : Belinda Edgeley
- 2001 : Shades : Rebecca Jacobs
- 2010 : Money : Doris Artthur
- 2023 : Lockwood & Co[7].
- 2023 : The Familiy Pile : Nicole[8].

#### Séries télévisées
- 1993-2007 : The Bill : plusieurs personnages
- 1997 : Wycliffe : Local W.P.C.
- 1998 : No Sweat : Chantelle
- 1998 : Magic with Everything : Cat
- 1998 : Picking up the Pieces Staff Nurse Hunter
- 1999 : Casualty : Jen Reynolds
- 1999 : Snap : Zoe
- 1999-2000 : Dream Team : Marilyn Harwood
- 2001 : Hearts and Bones : Mia
- 2002 : Always and Everyone : Tessa
- 2003 : 20 Things to Do Before You're 30 : Shona
- 2004 : Bernard's Watch : Sonia
- 2004 : Six Sexy : Nicola
- 2004 : Teachers : Sarah
- 2005 : The Robinsons : Polly
- 2005-2007 : Man Stroke Woman : plusieurs personnages
- 2007 : Doc Martin (en) : Isobel
- 2007 : Sold : Zoe
- 2007-2008 : After You've Gone (en) : Siobhan Casey
- 2008 : Harley Street : Susie Linn
- 2008 : Coming Up : Daughter
- 2008 : Hercule Poirot : Miss Blake
- 2009 : Psychoville : Caroline
- 2010 : Married Single Other : Babs
- 2011 : Postcode : Anna
- 2011-2013 : Jackson Brodie, détective privé : DC Louise Munroe
- 2012 : Being Human : La Confrérie de l'étrange : Golda
- 2013-2014 : Mr Selfridge : Miss Mardle
- 2014 : Sherlock : Mary Morstan
- 2014 : Dinopaws : Gwen (voix)
- 2015 : Cuffs : Jo Moffat
- 2018 : Safe : Sophie Mason
- 2019 : Figures of Speech : Amanda
- 2019 :  Flack : Alexa
- 2023 : Stricly Come Dancing[3].

## Nominations
- En 2011, Amanda Abbington est nommée comme meilleure actrice pour la série Jackson Brodie, détective privé par Dagger[9].
- En 2014, elle est nommée comme meilleure actrice dans la série Sherlock aux Critic’s Choice Awards[2],[9].